# Полковишки окръг
Полковишки окръг (на полски: Powiat polkowicki) е окръг в Югозападна Полша, Долносилезко войводство. Заема площ от 779,46 км2. Административен център е град Полковице.

## География
Окръгът се намира в историческата област Долна Силезия. Разположен е в северозападната част на войводството.

## Население
Населението на окръга възлиза на 63 121 души (2012 г.). Гъстотата е 81 души/км2.

## Административно деление
Административно окръгът е разделен на 6 общини.
Градско-селски общини:
- Община Полковице
- Община Пшемков
- Община Хочянов

Селски общини:
- Община Гавожице
- Община Грембочице
- Община Радванице

## Фотогалерия
- Полковице
- Пшемков
- Хочянов